# Rand Steiger
Rand Steiger est un compositeur américain de musique contemporaine instrumentale. Il enseigne la composition à l'Université de Californie à San Diego.